# Vitharu (vid Kopparholm, Nagu)
Vitharu är en ö nära Knivskär i Nagu,  Finland. Den ligger i Skärgårdshavet i Pargas stad i landskapet Egentliga Finland, i den sydvästra delen av landet. Ön ligger omkring 8 kilometer söder om Knivskär, 28 kilometer söder om Nagu kyrka, 60 kilometer söder om Åbo och omkring 170 kilometer väster om Helsingfors. Närmaste allmänna förbindelse är förbindelsebryggan vid Kopparholm som trafikeras av M/S Nordep. Vitharu ligger 6 meter över havet.
Öns area är 2,6 hektar och dess största längd är 260 meter i öst-västlig riktning.